# Grão-Pará
Pour les articles homonymes, voir Grão-Pará (homonymie).
Grão-Pará est une ville du sud de l'État de Santa Catarina, au Brésil.

## Géographie
Grão-Pará se situe à une latitude de 28° 11′ 06″ sud et à une longitude de 49° 12′ 53″ ouest, à une altitude de 110 mètres. Sa population était de 6 223 habitants au recensement de 2010. La municipalité s'étend sur 328 km2.
Elle fait partie de la microrégion de Tubarão, dans la mésorégion Sud de Santa Catarina.
La ville tire son origine de la Colônia Grão Pará, constituée de terres de la fille de l'empereur du Brésil.

## Administration

### Liste des maires
Depuis son émancipation de la municipalité d'Orleans en 1958, Grão-Pará a successivement été dirigée par :
- Mário Pacheco dos Reis - Provisoire ;
- João Batista Alberton - 1959 à 1963 ;
- João de Oliveira Souza - 1964 à 1968 ;
- João Batista Alberton - 1969 à 1972 ;
- João de Oliveira Souza - 1973 à 1976 ;
- Marcos Ghizoni - 1977 à 1982 ;
- Moisés Ascari - 1983 à 1988 ;
- Marcos Ghizoni - 1989 à 1992 ;
- José Nei Alberton Ascari - 1993 à 1996 ;
- Dorvalino Dacorégio - 1997 à 2000 ;
- José Nei Alberton Ascari - 2001 à 2004 ;
- Amilton Ascari - 2005 à 2008 ;
- Valdir Dacorégio - 2009 à aujourd'hui.

### Divisions administratives
La municipalité est constituée de trois districts :
- Grão Pará (siège du pouvoir municipal) ;
- Aiuê ;
- Invernada.

## Villes voisines
Grão-Pará est voisine des municipalités (municípios) suivantes :
- Rio Fortuna ;
- Braço do Norte ;
- Orleans ;
- Urubici.